# Кротов, Александр Валентинович
Кротов Александр Валентинович (род. 8 сентября 1967, Коркино, Челябинская область) — мастер спорта международного класса (самолётный спорт).

## Звания
- Мастер спорта международного класса (самолетный спорт, 1999)
- Заслуженный мастер спорта России (2010).
- Абсолютный чемпион России (2000).
- Чемпион Всемирных Воздушных Игр (2001) и Мира (2001, 2003).
- Призёр чемпионатов Европы (1995, 1999, 2010) и Мира (2000, 2003, 2009).
- Чемпион и призёр чемпионатов России (1994, 1995, 1996, 1997, 1998, 1999, 2000, 2001, 2002, 2003, 2007, 2009).
- Обладатель Кубка И.Егорова (2000).
- Бронзовый призёр чемпионата Америки (1999).
- Чемпион Европы 2010 (unlimited) в составе команды России.
- Бронзовый призёр Чемпионата Европы 2010 (unlimited) в многоборье.
- Серебряный призёр Чемпионатов Мира 2003 и 2009.

В сборной команде России с 1995 года.
Тренер — заслуженный тренер России В. В. Смолин.
Выступает за ОКБ Сухого.

## Образование
Выпускник Волчанского авиационного училища летчиков ДОСААФ СССР (1988).

## Награды
- Награждён медалью ордена «За заслуги перед Отечеством» II степени — 2002 г.